# コーリー・スウィーニー
コーリー・スウィーニー（Cory Sweeney - ）は、ニュージーランドのラグビー指導者。現在7人制女子ニュージーランド代表のヘッドコーチを務めている。

## 略歴
ワイカト大学で教師をしていた。
2016年、7人制女子ニュージーランド代表のアシスタントコーチに就任。
そして2019年、アラン・バンティングと共に7人制女子ニュージーランド代表の共同ヘッドコーチに就任。
その後2021年、2020東京五輪ではブラックファーンズ初優勝に貢献。同年、ブラックファーンズ単独のヘッドコーチになる。
2024年、2024パリ五輪のブラックファーンズヘッドコーチとして五輪連覇に貢献。